# Антоан Кур де Жебелен
Антоан Кур, који је себе назвао Антоан Кур де Жебелен (фр. Antoine Court de Gébelin; Ним, 25. јануар 1725 — Париз, 10. маја 1784), био је бивши протестантски пастор, рођен у Ниму, који је 1781. започео са праксом тумачења тарота као тајанственог складишта ванвременске езотеричне мудрости.

## Рани живот
Отац му је био Антоан Кур, познати верски вођа хугенота. Кур де Жебелен је одређен за пастора 1754. пре него што је напустио Швајцарску и остао је отворено протестант, рационални заговорник слободе савести у просветитељској Француској. У Паризу је инициран у масонску ложу Les Amis Réunis, а 1771. године, прешао је у ложу Les Neuf Sœurs где је дочекао Бенџамина Френклина као брата у ложи.

## Каријера
Био је присталица америчке независности који је допринео масовним Affaires de l'Angleterre et de l'Amérique,  нових теорија економије и Месмеровог „животињског магнетизма“.
Изабран је за страног почасног члана Америчке академије уметности и науке 1781. Године 1783. изабран је за члана Америчког филозофског друштва у Филаделфији.
Његов велики пројекат је имао за циљ да крене у реконструкцију високе исконске цивилизације. Реинтерпретирајући класично и ренесансно евоцирање Златног доба у раној историји човечанства, Кур де Жебелен је тврдио да је примитивна светска цивилизација била напредна и просветљена. Он је интелектуални деда већег дела модерног окултизма. Његови фокуси су познати они о универзалном пореклу језика у дубоком времену и херменеутици симболизма . Док су његови ставови о херменеутици и религијским питањима били углавном конзервативни, његове оригиналне идеје и истраживања о пореклу језика заслужују му место међу пионирима лингвистике. Цоурт де Гебелин је представио речнике етимологије, оно што је назвао универзалном граматиком, и дискурсе о пореклу језика. Његови томови су били толико популарни да их је поново објавио засебно, као Histoire naturelle de la parole, ou Précis de l'Origine du Langage & de la Grammaire Universelle („Природна историја говора, или трактат о пореклу језика и универзалне граматике“ ), у Паризу, 1776.
Што се тиче митологије и симбологије, он је расправљао о пореклу алегорије у антици и поново створио историју календара из грађанске, верске и митолошке перспективе.

## Тарот
Де Жебелен је написао есеј укључен у његов Le Monde primitif, analysé et comparé avec le monde moderne („Првобитни свет, анализиран и упоређен са модерним светом“), том VIII, 1781. Поглавље о тароту са којим је његово име неизбрисиво повезано је један одељак у његовом огромном компендијуму који је објављивао у серији од 1773. године, на угледној листи претплатника, коју је предводио Луј XVI од Француске
Његова непосредна перцепција, када је први пут видео шпил Тарота, била је да се у њему налазе тајне Египћана. Пишући без Шамполионовог дешифровања египатског језика, Кур де Жебелен је развио реконструкцију историје тарота, не изневши ниједан историјски доказ, а то је да су египатски свештеници дестиловали древну књигу Таутову у ове слике. Ове су донели у Рим, где су били тајно познати папама, који су их донели у Авињон у 14. веку, одакле су уведени у Француску. Есеј грофа де Мелета укључен у Монде примитиф Кур де Жебелена прави мистичну везу 21 адута тарота и Луде са 22 слова хебрејског алфабета. Есеј приложен овоме дао је предлоге и упутства за тарот картомантију; у року од две године гатар позната као „Атеја” објављује технику за читање тарота, од које је настала данас широко распрострањена пракса.